# Kabina pasażerska

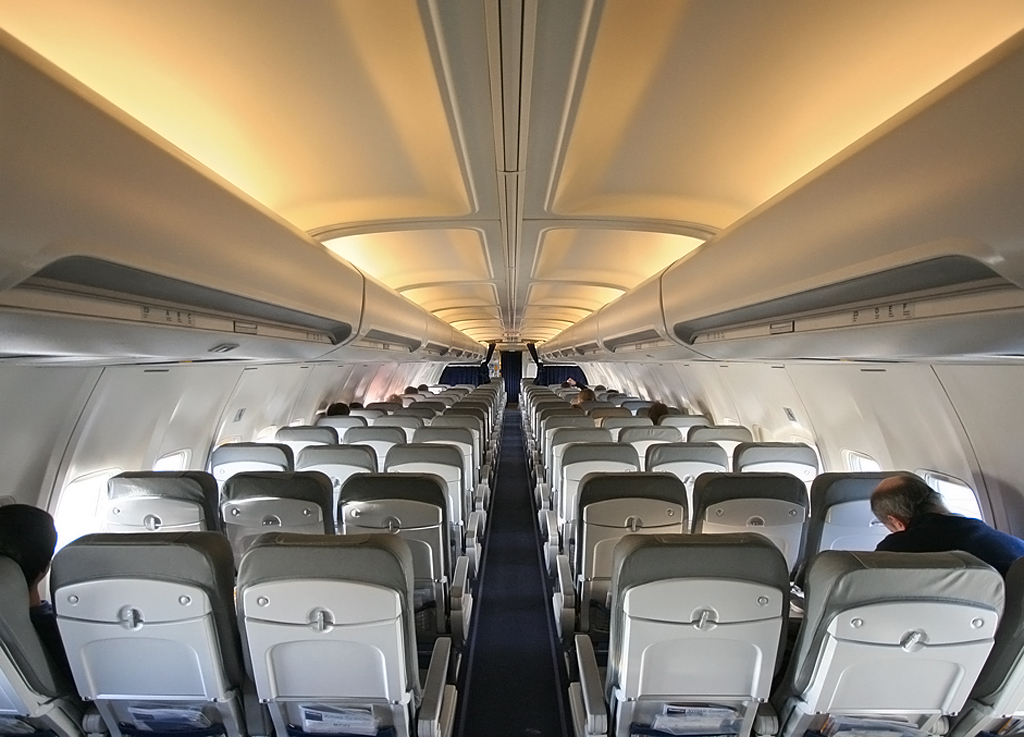
Kabina pasażerska samolotu Boeing 737 (klasa ekonomiczna) z typowym rozmieszczeniem foteli

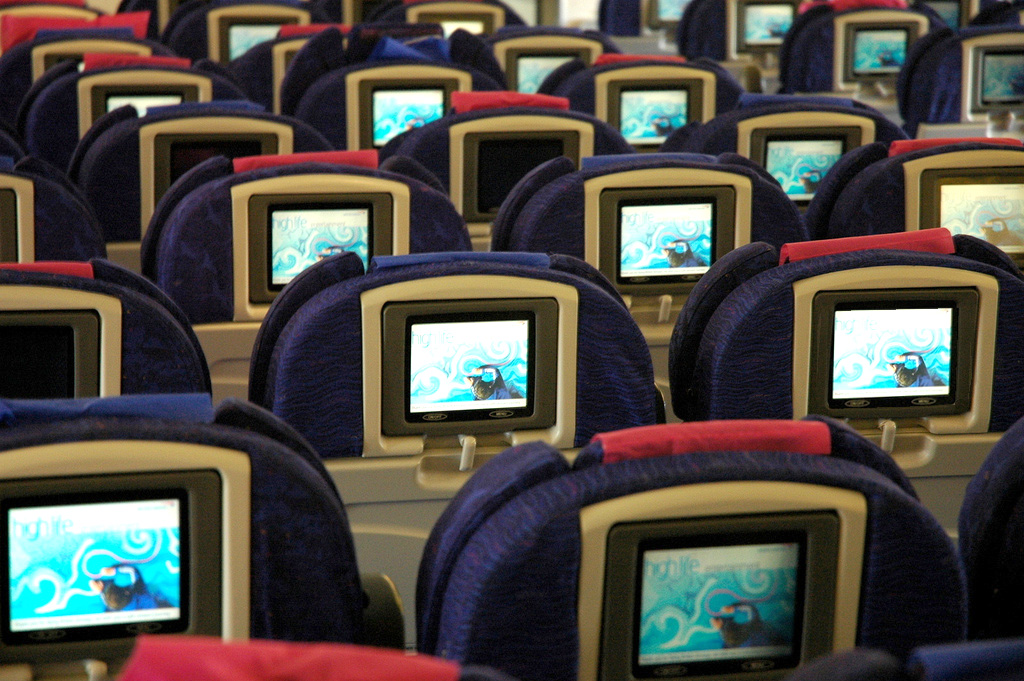
Kabina klasy ekonomicznej World Traveller w samolocie linii British Airways

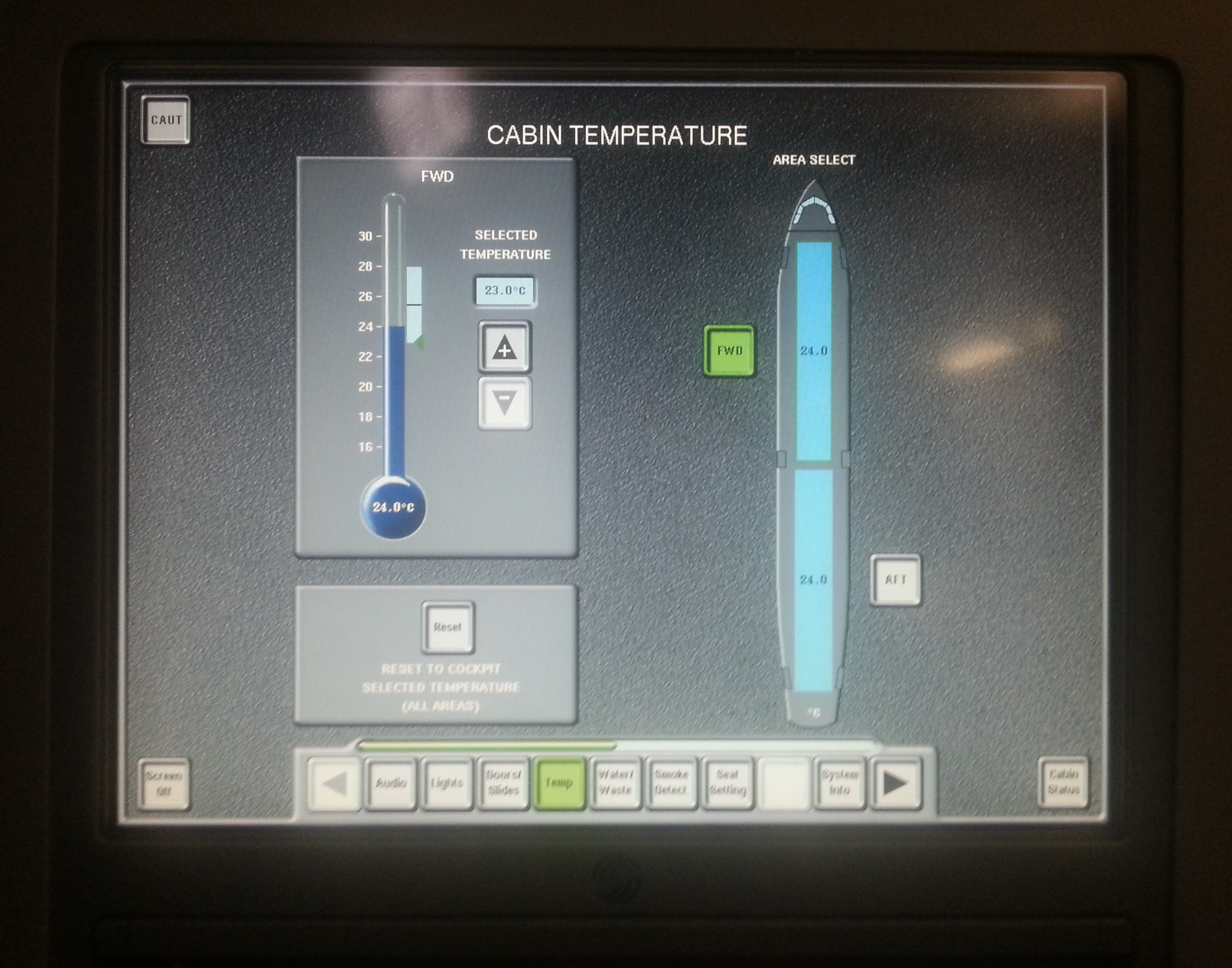
Panel kontrolny kabiny pasażerskiej w samolocie typu Airbus A319

Kabina pasażerska – część statku powietrznego przeznaczona do przewozu pasażerów.
W komercyjnych statkach powietrznych, zwłaszcza w samolotach należących do linii lotniczych, kabina może być podzielona na kilka części. W średnich i dużych samolotach jest to część pasażerska, toalety, strefy dla stewardes, część kuchenna i miejsce na wózki do rozwożenia żywności. Fotele są przeważnie zgrupowane w rzędach. Im wyższa klasa, tym więcej miejsca między fotelami. Kabiny różnych klas turystycznych bywają rozdzielone zasłonami. Pasażerowie linii lotniczych zwykle nie mogą przemieszczać się do wyższych klas.
Niektóre kabiny pasażerskie wyposażone są w systemy do zapewnienia rozrywki. Kabiny samolotów latających na krótkich dystansach mają współdzielone ekrany lub ich nie posiadają, zaś w lotach długodystansowych każdy pasażer ma swój ekran, i możliwość wybrania oglądanego kanału.
Na wysokości lotu nowoczesnych samolotów (ok. 12 km n.p.m.) otaczająca atmosfera jest zbyt rzadka do swobodnego oddychania bez maski tlenowej, toteż w kabinie jest sztucznie utrzymywane ciśnienie wyższe, niż na zewnątrz samolotu, typowo na poziomie 10,9 psi (0,75 atm), czyli takiej jak na wysokości 8000 stóp (ok. 2,4 km) n.p.m. Dzięki temu pasażerowie mogą swobodnie oddychać, a zmiany ciśnienia nie są znaczne i nie powodują urazów lub hipoksji. Na wypadek gwałtownej dekompresji (np. wybicie szyby) w kabinie zainstalowane są maski tlenowe dla pasażerów, do których tlen doprowadzany jest z butli tlenowych.